# Bajirao I
Bajirao I (Hindi बाजीराव प्रथम; 18 agosto 1700 – 28 aprile 1740) è stato un generale indiano, Peshwa (Primo Ministro) del quarto imperatore maratha (Chhatrapati), Shahu, dal 1720 fino alla morte.
È conosciuto con altri nomi, Ballal Bajirao e Thorale Bajirao. È stato anche famoso con il soprannome "Rao/Rau" (in lingua marathi 'राऊ', che significa "Signore", derivando dal sostantivo Raja). A Bajirao fu affidato il compito di guidare le truppe, con cui allargò i confini dell'Impero Maratha, soprattutto al nord. Grazie alle sue gesta l'impero ha potuto raggiungere il massimo splendore durante il regno di suo figlio, venti anni dopo la sua morte.

## Pune Capitale
Nel 1728, Bajirao spostò la capitale amministrativa dell'Impero Maratha da Satara alla città di Pune. Il suo generale, Bapuji Shripat, riuscì a persuadere alcune delle famiglie più ricche della città di Satara a trasferirsi a Pune, città che divise poi in 18 peth (borghi).

## Vita familiare
La prima moglie di Bajirao fu Kashibai, figlia di Mahadji Krishna Joshi e di Shiubai di Chas, una ricca famiglia di banchieri. La loro unione fu felice e insieme ebbero tre figli: Balaji Bajirao (conosciuto anche come "Nanasaheb"), Raghunathrao (chiamato "Ragoba") e Janardhan Rao (morto in tenera età). Nanasaheb fu nominato successore di Bajirao come Peshwa del Chhatrapati Shahu nel 1740. 
Sebbene Baji Rao fosse essenzialmente monogamo, sia per natura che per tradizione di famiglia, per scopi puramente politici prese una seconda moglie, Mastani, che era figlia del re indù Chhatrasal di Bundelkhand e della sua concubina musulmana. Nel 1734 Mastani diede alla luce il loro figlio chiamato Shamshēr Bahādur e cresciuto come musulmano.

## Morte

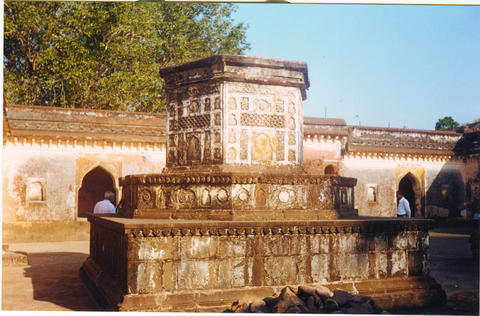
Monumento funebre di Bajirao a Raverkhedi.

Bajirao morì il 28 aprile 1740, all'età di 39 anni. Morì per una febbre improvvisa, probabilmente causata da una insolazione. In quel momento era diretto a Delhi con 100 000 uomini delle truppe sotto il suo comando, accampati nel distretto di Khargon, vicino alla città di Indore. Fu cremato lo stesso giorno, a Raverkhedi, sul fiume Narmada. Gli Scindia costruirono uno chhatri come monumento funebre in questo luogo.

## Tattiche in battaglia

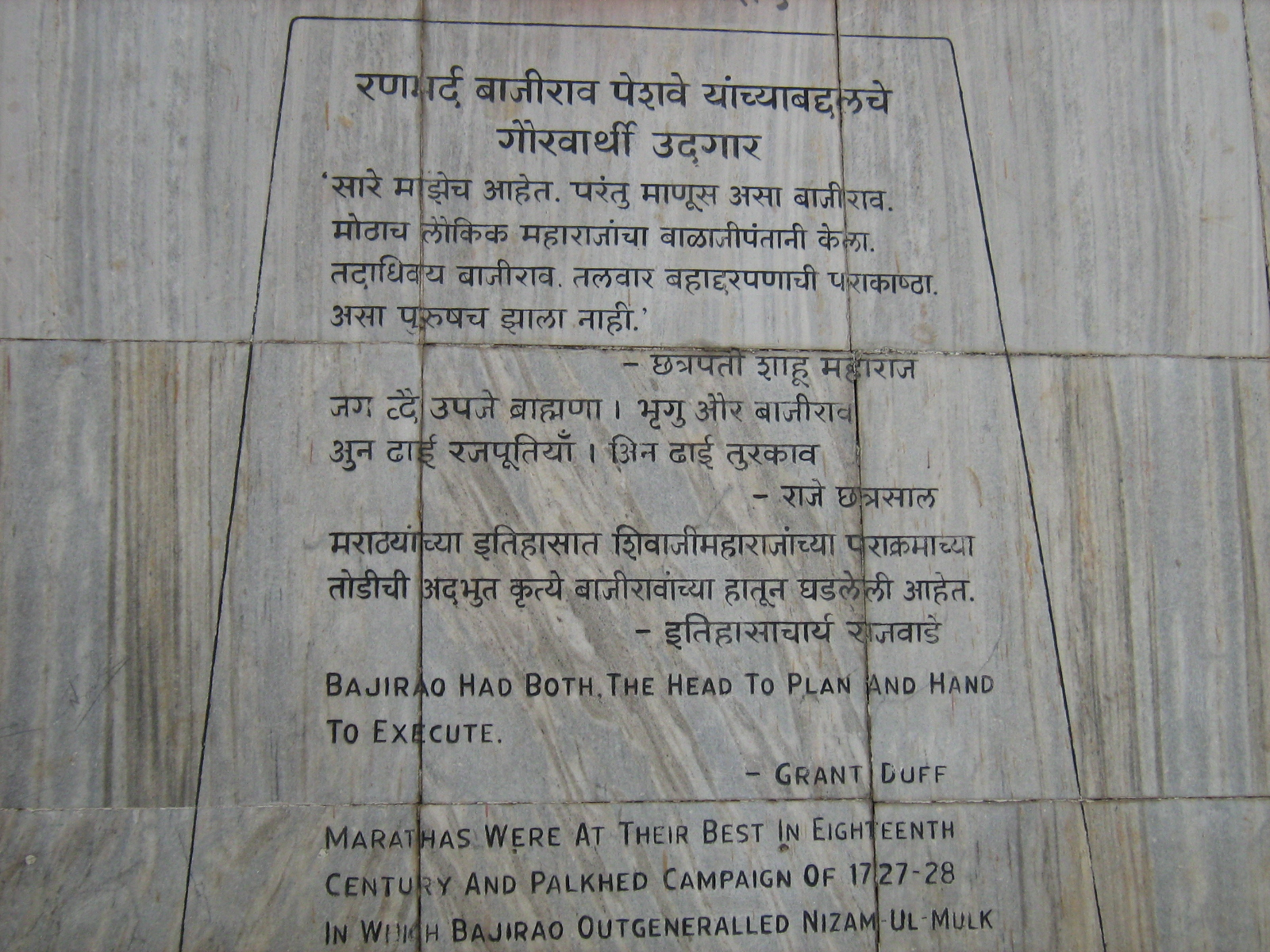
Una nota informativa proprio sotto la statua di Bajirao, lo descrive come un "Rann Mard" o "Eroe del campo di battaglia"

Bajirao è famoso per i rapidi movimenti tattici in battaglia della cavalleria, per cui l'appellativo ricorrente di Generale di cavalleria.
Bajirao si concentrava sullo sfruttare il terreno e la posizione per tagliare le linee di rifornimento nemiche con rapide incursioni delle truppe. Seguì le tattiche tradizionali dell'Impero Maratha di accerchiare il nemico velocemente, assalendo il nemico alle spalle, e attaccando da direzioni inattese, distraendo il nemico, e determinando dunque le regole del campo di battaglia.